# محمد بن ابی‌حذیفه

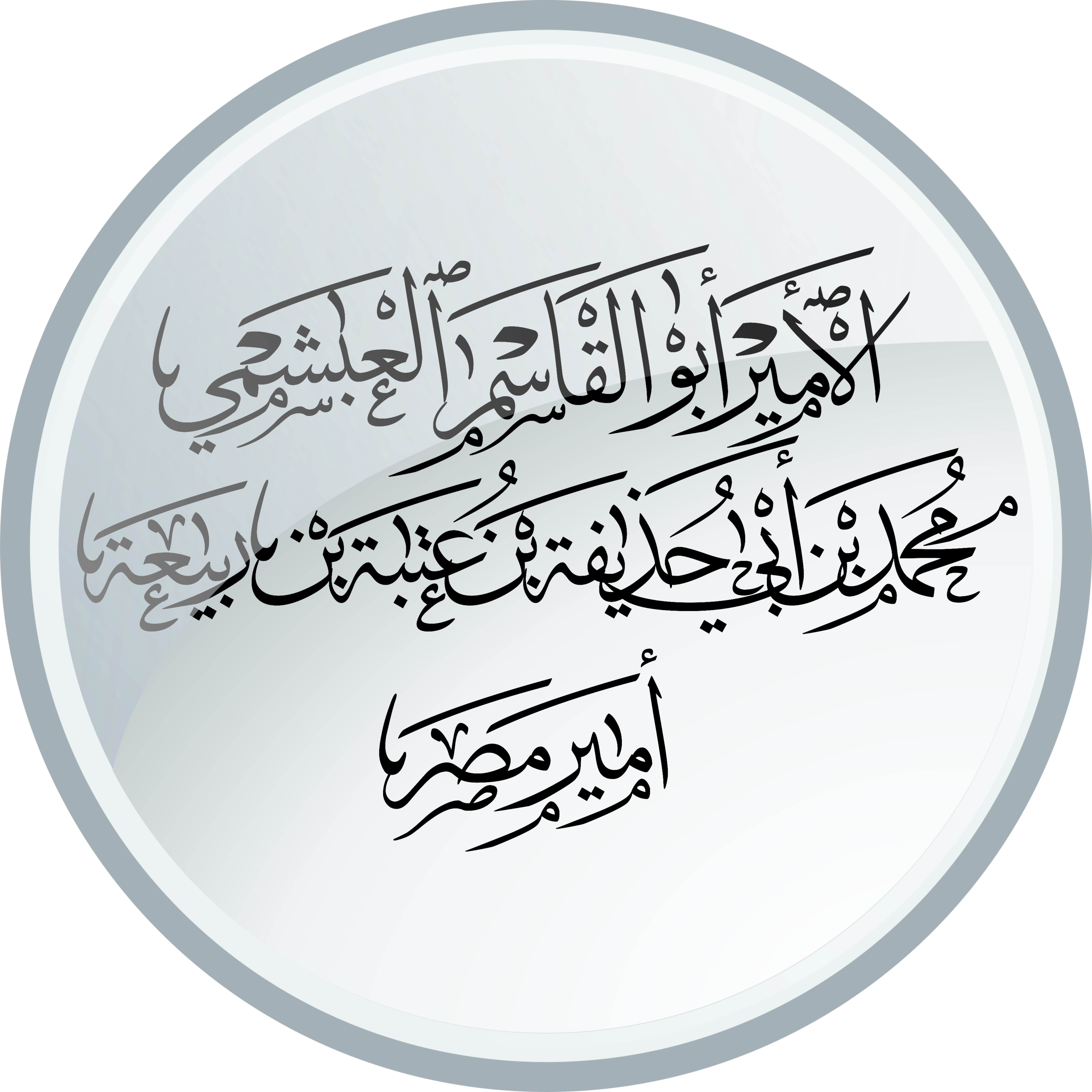
محمد ابن ابی حذیفه

ابوالقاسم محمدبن ابی حذیفه، فرزند ابوحذیفة بن عتبة بن ربیعة از طایفه بنو عبدشمس و قبیله قریش است. وی از صحابه، محمد پیامبر اسلام است و در زمان مهاجرت پدر و مادرش به حبشه، در آنجا به دنیا آمد. وی پسر دایی معاویة بن ابی سفیان و پرورش یافته دست عثمان بن عفان، خلیفه سوم، است. اما، از دشمنان آن دو و حامیان علی بود. وی در قیام مردم مصر بر ضد عثمان نقش مهمی داشت و بعد از اخراج عبدالله بن سعد بن ابی سرح، فرماندار منصوب عثمان از مصر، مدتی بر این استان حکومت کرد. تا آنکه علی، قیس بن سعد بن عباده را به فرمانداری آنجا گماشت. قبل یا بعد از نبرد صفین، عمرو عاص، وی را در مصر دستگیر کرد و نزد معاویه فرستاد و معاویه نیز او را حبس کرد. اما او از زندان گریخت. او سرانجام توسط طرفداران معاویه کشته شد.